# وای‌پی‌اف‌بی
وای‌پی‌اف‌بی (انگلیسی: YPFB) شرکت دولتی نفت و گاز بولیوی است، که در سال ۱۹۳۶ تأسیس شد.